# جهنده‌ماهی لکه‌دار
جهنده‌ماهی لکه‌دار (نام علمی: Percina burtoni) نام یک گونه از سرده جهنده‌ماهی‌های شکم‌زبر است.